# 10130 Ardre
A 10130 Ardre (ideiglenes jelöléssel 1993 FJ50) a Naprendszer kisbolygóövében található aszteroida. UESAC fedezte fel 1993. március 19-én.